# Shengueli Pitsjelauri
Shengueli Pitsjelauri (24 de agosto de 1946) es un deportista soviético que compitió en judo. Ganó una medalla en el Campeonato Mundial de Judo de 1973, y cuatro medallas en el Campeonato Europeo de Judo entre los años 1971 y 1975.

## Palmarés internacional
| Campeonato Mundial | Campeonato Mundial    | Campeonato Mundial | Campeonato Mundial |
| Año                | Lugar                 | Medalla            | Categoría          |
| ------------------ | --------------------- | ------------------ | ------------------ |
| 1973               | Lausana (Suiza)       | Medalla de bronce  | –63 kg             |
| Campeonato Europeo |                       |                    |                    |
| Año                | Lugar                 | Medalla            | Categoría          |
| 1971               | Gotemburgo (Suecia)   | Medalla de plata   | –63 kg             |
| 1973               | Madrid (España)       | Medalla de plata   | –63 kg             |
| 1974               | Londres (Reino Unido) | Medalla de bronce  | –63 kg             |
| 1975               | Lyon (Francia)        | Medalla de plata   | –63 kg             |